# Yannick Flohé
Yannick Flohé, né le 14 août 1999 à Essen, est un grimpeur allemand. 
Il a remporté deux médailles aux championnats du monde d'escalade, l'or en combiné 2021 et le bronze en bloc en 2019.